# Andrea Bör
Andrea Bör (* 1970 in München) ist eine deutsche Ingenieurin. Sie war Kanzlerin der Universität Passau und wurde 2016 Kanzlerin der Freien Universität Berlin.

## Leben
Nach dem Abitur an einer Mädchenschule studierte Bör im Fach Elektrotechnik und Informationstechnik an der Technischen Universität München und schloss 1997 mit dem Diplom ab. Am Lehrstuhl für Kommunikationsnetze promovierte sie 2005 zum Dr.-Ing. in Informationstechnik im Bereich E-Learning. Es folgten Posten als Referentin eines Vizepräsidenten der TU München, später als Geschäftsführerin der dortigen Fakultät für Elektrotechnik und Informationstechnik.
Im Jahr 2008 wechselte sie als Chief Information Officer an die Universität des Saarlandes in Saarbrücken, 2011 wurde sie als erste Frau in der Hochschulleitung Kanzlerin der Universität Passau.
2016 wurde sie Kanzlerin der Freien Universität Berlin. Aufgrund von Unstimmigkeiten bei der Beauftragung einer Personalagentur erhob das Präsidium der FU Berlin eine Dienstaufsichtsbeschwerde. Im Februar 2022 ordnete Wissenschaftssenatorin Gote ein Dienstverbot für Bör an. Eine dagegen gerichtete Beschwerde dagegen wurde vom Oberverwaltungsgericht Berlin-Brandenburg im Oktober 2023 zurückgewiesen und die Zulässigkeit des Dienstverbots bestätigt. Ein im Mai 2022 durch eine Strafanzeige der Senatsverwaltung für Wissenschaft initiiertes Strafverfahren wegen mutmaßlicher Untreue wurde durch die Staatsanwaltschaft im Februar 2024 eingestellt. Daraufhin verpflichtete das Oberverwaltungsgericht die Senatsverwaltung, eine abschließende Entscheidung im Disziplinarverfahren bis zum 20. November 2024 zu treffen. Die Senatsverwaltung reichte daraufhin im November 2024 Disziplinarklage auf Entfernung aus dem Beamtenverhältnis ein, begründet unter anderem mit der vorsätzlichen Vertiefung der Zerwürfnisse im Rahmen zweier Mediationsverfahren.
Bör ist verheiratet und hat vier erwachsene Kinder. Sie ist Enkelin des früheren Bayerischen Kultusministers Alois Hundhammer.

## Auszeichnungen
- 2011: Wahl zu einer der 25 einflussreichsten Ingenieurinnen Deutschlands (Wahl durchgeführt vom deutschen ingenieurinnenbund e.V.)

## Veröffentlichungen
Andrea Bör, Rolf Borgeest, Sabine Rathmayer, Manfred Stross: elecTUM – Integriertes eLearning an der Technischen Universität München. In: DeLFI 2004: Die 2. e-Learning Fachtagung Informatik, Gesellschaft für Informatik (S. 365–366).